# Celles-sur-Durolle
Celles-sur-Durolle település Franciaországban, Puy-de-Dôme megyében. Lakosainak száma 1635 fő (2022. január 1.). Celles-sur-Durolle Palladuc, Arconsat, Chabreloche, Escoutoux, La Monnerie-le-Montel, Sainte-Agathe, Thiers és Viscomtat községekkel határos.

## Népesség
A település népességének változása:
| Lakosok száma | 1761 | 1749 | 1765 | 1738 | 1707 | 1677 | 1646 | 1643 | 1635 |
|               | 2013 | 2015 | 2016 | 2017 | 2018 | 2019 | 2020 | 2021 | 2022 |